# Žďár, Jindřichův Hradec
Žďár là một làng thuộc huyện Jindřichův Hradec, vùng Jihočeský, Cộng hòa Séc.